# Ebbe Lieberath

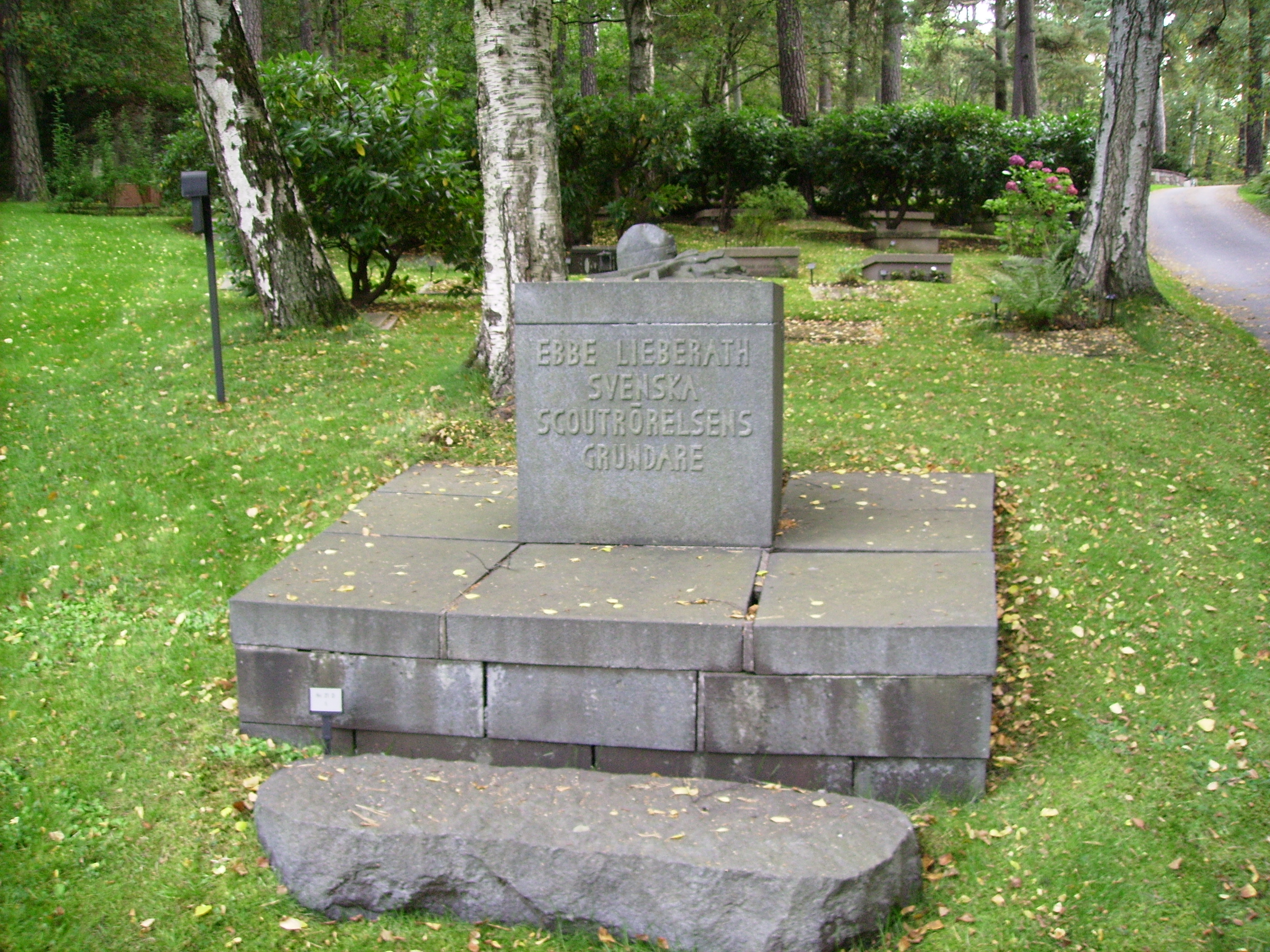
Ebbe Lieberaths gravvård på Norra begravningsplatsen i Stockholm, där han gravsattes 1938..

Ebbe Harald Lieberath, född 25 juni 1871 i Malmö, död 1 november 1937 i Stockholm, var en svensk militär, författare, pionjär inom svensk scouting och tecknare. 

## Biografi
Lieberath examinerades som gymnastikdirektör 1899, var verksam som sådan vid Östra Realskolan i Göteborg från 1902 och vid Högre latinläroverket 1905-1918. Han blev underlöjtnant 1894 vid Västgöta regemente, löjtnant 1896, kapten 1906 och major på reservstat 1917. Avsked 1921. Han var ledamot av Svenska gymnastikförbundets styrelse 1912-1917 och ordförande i Stockholms gymnastikförbund 1919-1934. Vid olympiska spelen 1912 i Stockholm ledde han den svenska elitgymnasttruppen.
Ebbe Lieberath var son till överinspektör Viktor Vilhelm Lieberath och Hedvig Lieberath, född Kindgren. Han gifte sig 1900 med Hulda Munck af Fulkila (1877-1940), dotter till kapten Eugen Munck och Gerda Munck, född Pettersson.

## Scouting
Lieberath var gymnastiklärare i Göteborg, då han under en båtresa i skärgården fann ett exemplar av Scouting for Boys av Robert Baden-Powell. Hur Lieberath kom i kontakt med boken råder det delade meningar om. En version gör gällande att den låg på ett bord i salongen ombord. Lieberath ska ha slagit sig ner och börjat läsa boken och blev på så sätt inspirerad att testa scouting i Sverige. Den andra och till synes mer slumpmässiga versionen går ut på att han satt och sov ombord på båten i skärgården, då boken ska ha fallit ned i hans knä. Lieberath översatte senare Scouting for Boys till svenska 1909.
Han bildade den första organiserade scoutkåren i Sverige, Riddarpojkarna i Göteborg. Samtidigt startade Lieberath tidningen Var Redo som ett gemensamt organ för den svenska scoutrörelsen. Tidningen överlevde dock endast ett halvår.
Tack vare hans översättning av boken och personliga propagerande spred sig scoutings idéer i Sverige. Lieberath var med och grundade Sveriges Scoutförbund på hotell Kronprinsen i Stockholm 1912. Förbundet var inte det första scoutförbundet i Sverige, det var KFUM:s scoutförbund, men var det första organisationsfria förbundet. Lieberath var scoutchef för Sveriges Scoutförbund under många år. År 1920 tilldelades han som första person svensk scoutings högsta utmärkelse Silvervargen.
Det finns en missuppfattning att Lieberath inte var först med att introducera scouting i Sverige. Emil Winqvist som kom att verka hos KFUM anses varit före, eftersom han hade en ungdomsklubb i Spånga. Denna hade en mer allmänt friluftsinriktad verksamhet och Winqvist har själv skrivit att han kom i kontakt med scouting först 1910.
Lieberath gav ut egna handböcker i scouting, men även ett trettiotal ungdomsböcker, exempelvis Klämmiga pojkar (1924).
Ebbe Lieberathsgatan i stadsdelen Krokslätt i Göteborg, namngavs 1946 till minne av Ebbe Lieberath som tillbringade sin barndom i stadsdelen.
Systersonen till Ebbe Lieberath, den då 13-årige Allan Evers, fick i januari 1915 mottaga scoutrörelsens finaste utmärkelse Guldkorset för att vid tre tillfällen ha räddat personer från drunkning, med fara för sitt eget liv.
Han var en skicklig tecknare och försåg sina egna böcker med illustrationer. Dessutom illustrerade han W Planting-Gyllenbågas bok Anteckningar om Västgöta regemente 1904. Lieberath är representerad vid bland annat Västergötlands museum.